# Schneider Schreibgeräte

Slider Rave – Kugelschreiber von Schneider

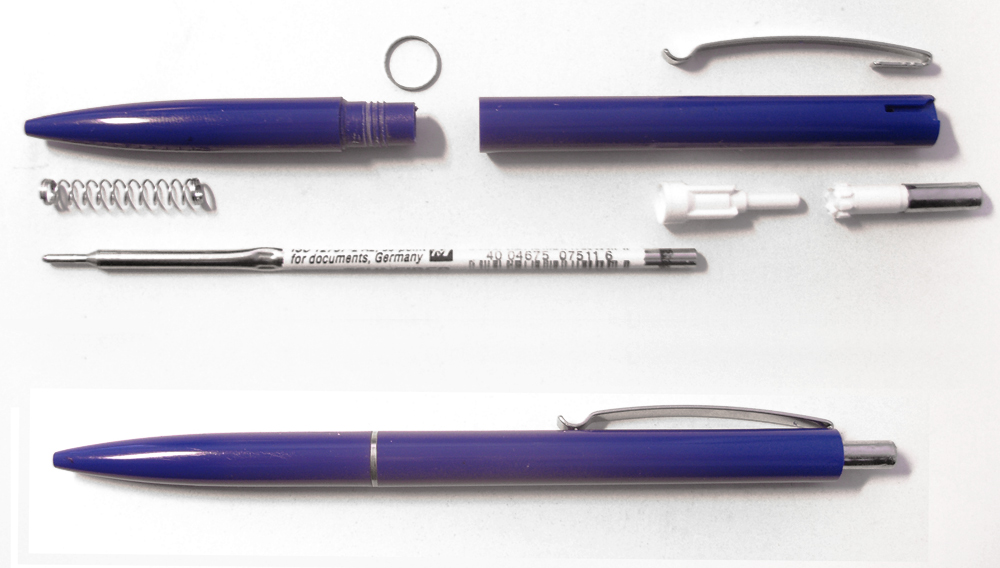
Kugelschreiber Schneider K15 in seine Einzelteile zerlegt und in seiner Gesamtheit

Die Schneider Schreibgeräte GmbH ist ein mittelständischer Hersteller von Schreibgeräten mit Sitz in Schramberg-Tennenbronn. Das familiengeführte Unternehmen hat 622 Mitarbeiter in drei Standorten in Deutschland (Schramberg-Tennenbronn, Wernigerode und Weilheim).

## Geschichte
Das Unternehmen wurde 1938 von den Mechanikern Christian Schneider und Erwin Blum unter dem Namen Blum & Schneider oHG gegründet. Zunächst stellte das Unternehmen Schrauben und Drehteile her. Blum schied 1940 aus und übertrug seine Anteile an Christian Schneiders jüngeren Bruder Fritz Schneider, der in Kriegsgefangenschaft geriet und dort verstarb. Nach Ende des Zweiten Weltkriegs gingen Fritz Schneiders Anteile an den dritten Bruder Matthias Schneider, der 1951 bei einem Verkehrsunfall starb. Bereits 1946 stellte Schneider aufgrund der Umsatzeinbrüche seine Produktion 1947 auf Kugelschreiber-Minen um und begann ab 1951, die Minen als eigene Markenartikel zu vertreiben. Ab dieser Zeit nutzte das Unternehmen den Werbeslogan „Die Gute Schneider-Mine“. Daraufhin begann Schneider mit dem Ausbau seines Werksgeländes und steigerte die Produktionskapazität auf 13 Millionen Minen pro Jahr. Ab 1957 folgten Kugelschreiber und andere Schreibgeräte. Das Unternehmen hatte maßgeblichen Anteil daran, dass die Einführung der Norm DIN 16554 im Jahre 1958 brancheneinheitliche Maße für die Kugelschreiber-Mine schuf.
1978 übernahm der Wirtschaftsingenieur Roland Schneider das Unternehmen von seinem Vater, nachdem er 1975 in das Unternehmen eingestiegen war. In den 1980er- und 1990er-Jahren erweiterte Schneider das Unternehmen und errichtete das Werk II unterm Dorf. Die Spitzenfertigung in Schwarzenbach zog 1987 in einen Neubau und die Kugel- und Tintenschreiberfertigung wurde 1991 ebenfalls in einem Neubau untergebracht. 50 Jahre nach der Unternehmensgründung erreichte der Produktionsausstoß über 100 Millionen Kugelschreiber-Minen. 1991 erwarb das Unternehmen den Füllhalterhersteller VEB Schreibgeräte, Betriebsteil HEIKO in Wernigerode, in dem Schreibgeräte mit kapillarer Reglertechnik und Tinte hergestellt werden. Nach der Übernahme investierte Schneider bis Ende der 1990er-Jahre rund 20 Mio. DM in den Betrieb und erweiterte den Standort mehrfach.
Seit 2010 wird das Unternehmen von Christian Schneider (Enkel des Firmengründers) zusammen mit Frank Groß geleitet. 2016 erwarb Schneider die ehemaligen Werkshallen von Zehnder Antennen, wo fortan Versand, Lager und Verpackung untergebracht sind. Im selben Jahr untersuchte der Kommunikationswissenschaftler Arne Westermann im Auftrag der Wirtschaftswoche das Image von 950 Marken im Internet. Schneider hat im Marktsegment der Schreibgeräte ein gutes Image und zählt neben Pelikan und Lamy zu den beliebtesten Schreibgerätemarken. Im Juni 2016 wurde bekannt, dass Schneider mit Molotow eine Kooperation eingeht.
2023 hat das Unternehmen den Deutschen Nachhaltigkeitspreis in der Kategorie Bürobedarf/Werbemittel gewonnen und ist damit unter den 100 Vorreitern der Transformation in der deutschen Wirtschaft.

## Unternehmensstruktur
Schneider Schreibgeräte hat die Rechtsform einer GmbH und wird von Christian Schneider und Frank Groß geleitet. In Tennenbronn hat das Unternehmen sein Stammwerk und ein Logistikzentrum. Weitere Standorte sind in Wernigerode (Sachsen-Anhalt) und in Weilheim (Oberbayern). Schneider hält darüber hinaus Anteile an Tochtergesellschaften in den Niederlanden und in Frankreich. Das Unternehmen hat mehr als 630 Mitarbeitende, die vorwiegend in Tennenbronn beschäftigt sind (Stand 2023); am Standort Wernigerode sind 134 Personen beschäftigt (Stand 2016). Im Geschäftsjahr 2021 konnte Schneider einen Umsatz von 119,3 Millionen Euro erwirtschaften.

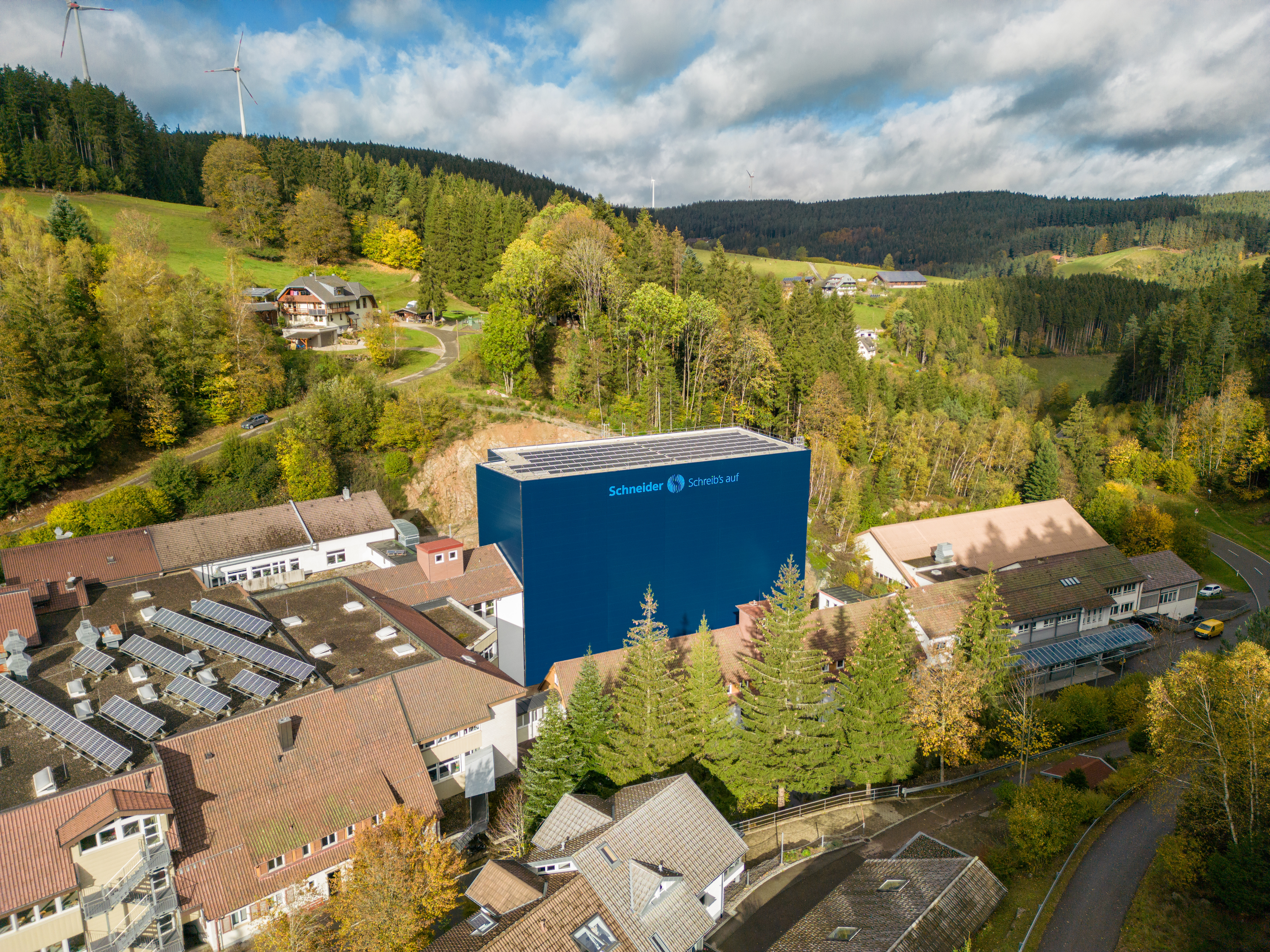
Schneider Hauptstandort Tennenbronn

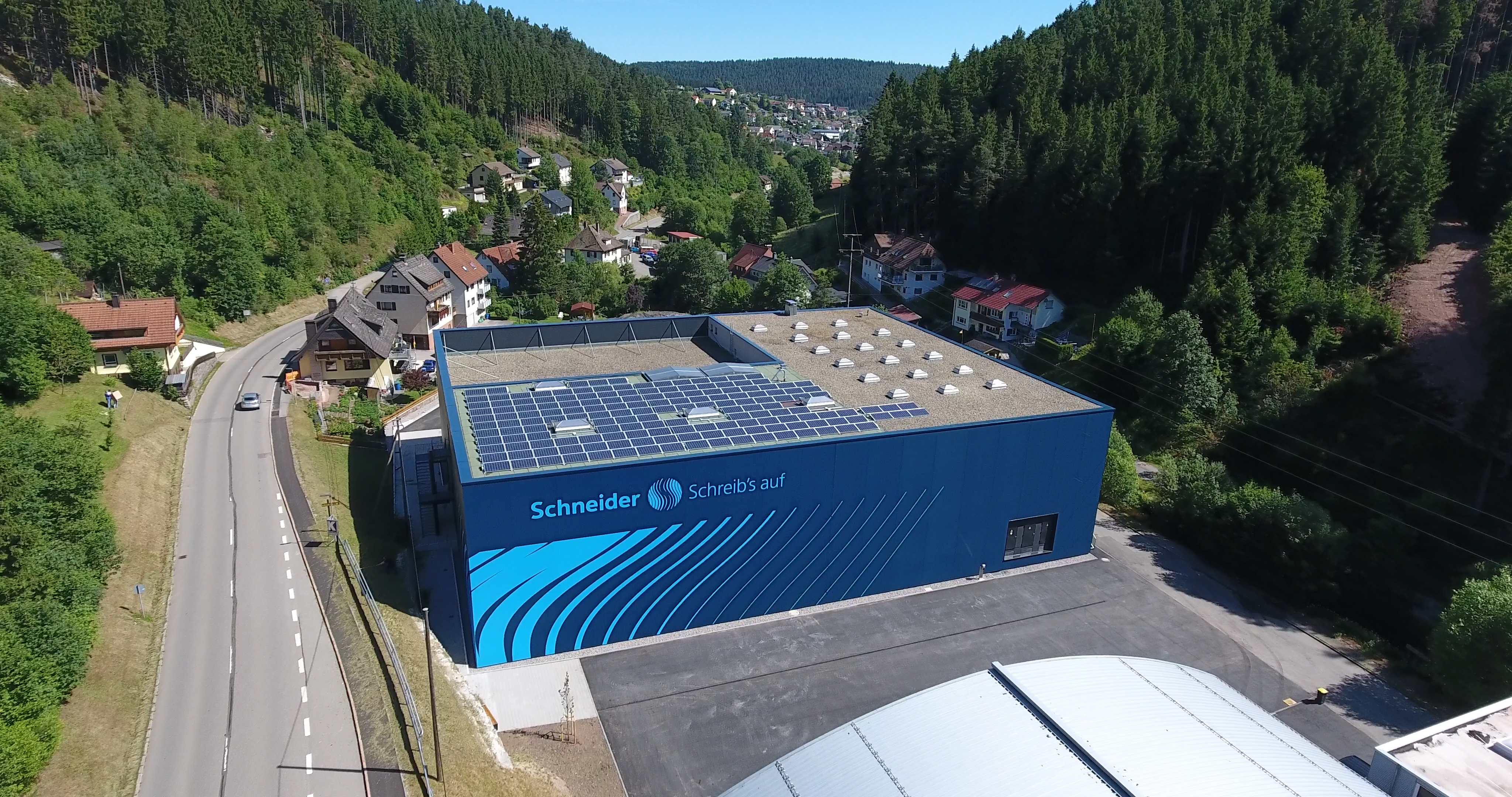
Lager "Blulog" in Tennenbronn

## Produkte und Fertigung
Schneider produziert Kugelschreiber, Füllhalter, Textmarker, Tintenroller, Marker, Fineliner, Faser- und Gelstifte, Kugelschreiber-Minen und Tintenpatronen. Seit 2020 bietet das Unternehmen neben Metallic- und Acrylmarkern auch Spraydosen und Brushpens an. Ein weiteres Geschäftsfeld ist die Werbeartikel-Branche, bei der die verschiedenen Schneider Produkte u. a. mit Firmenlogos versehen und in Firmenfarben hergestellt werden können. Die Produktion erfolgt ausschließlich in Deutschland. Das Unternehmen produziert (Stand 2018) insgesamt 120 verschiedene Typen von Schreibgeräten. Kugelschreiber und Kugelschreiber-Minen sind das „Rückgrat“ von Schneider, Jährlich werden mehr als 300 Millionen Schreibgeräte hergestellt. Der tägliche Produktionsausstoß an Schreibspitzen beträgt rund 1,7 Millionen. Mit 50 % Marktanteil ist Schneider in Deutschland Marktführer im Bereich der Standardkugelschreiber. Schneider verkauft seine Produkte in 140 Länder. Schneider nutzt in der Produktion bei der Mehrzahl der Produkte biobasierte Kunststoffe und elektrischen Strom aus regenerativen Quellen.

## Nachhaltigkeit
Das Unternehmen legt großen Wert auf Nachhaltigkeit und lebt dies in allen Dimensionen. Seit 1998 ist das Unternehmen lückenlos nach dem Umwelt-Management-System gemäß EG-ÖKO-Audit-Verordnung EMAS zertifiziert.
Dadurch verpflichtet sich Schneider zu vollkommener Transparenz sowie konkreten Zielen und Maßnahmen, deren Umsetzung regelmäßig überprüft wird. Unter dem Motto #theschneiderway zeigt das Unternehmen Einblicke verschiedene Aktionen und Maßnahmen. Neben dem Einsatz recycelter und biobasierter Rohstoffe setzt Schneider auf Wind- und Sonnenenergie, es werden ausschließlich regenerative Energien genutzt. Elektrische Energie wird zu 100 % aus Wasserkraft bezogen und eigener Strom wird aus Kraft-Wärme-Kopplung und einer Photovoltaikanlage erzeugt.
2024 gewann das Unternehmen den Deutschen Nachhaltigkeitspreis in der Kategorie Bürobedarf/Werbemittel.

## Auszeichnungen und Awards
- EMAS Zertifizierung, lückenlos seit 1998[20]
- Deutscher Nachhaltigkeitspreis 2024 in der Kategorie Bürobedarf/Werbemittel[17]
- Blauer Engel: der weltweit erste Kugelschreiber mit diesem Umweltzeichen kommt von Schneider, mittlerweile tragen sechs Produktserien das Blaue Engel Zeichen[21]
- Red Dot Award "Beste Marke" 2019[22]
- German Design Award 2024 für Füller Wavy, Special Mention "Excellent Product DesignStationery"[23]
- PSI Sustainability Award "Sustainable Company of the Year 2017"[24]